# Чемпионат Европы по художественной гимнастике 2021

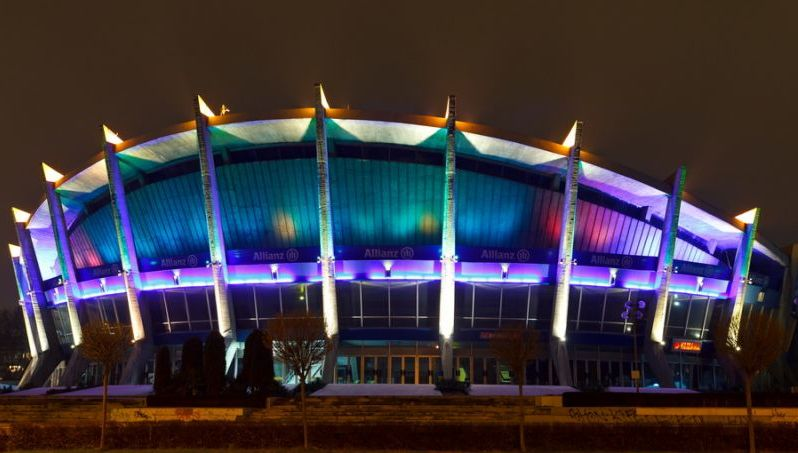
Дворец культуры и спорта Варны

37-й чемпионат Европы по художественной гимнастике состоялся в Варне (Болгария). Чемпионат проходил с 9 июня по 13 июня 2021 года во Дворце культуры и спорта. Комплекты медалей были разыграны в командном первенстве, индивидуальном многоборье и отдельных видах (обруч, мяч, булавы, лента), групповом многоборье и отдельных видах среди сеньёрок, а также в групповом многоборье и отдельных видах среди юниорок.

## Медалисты
| Дисциплина                              | Золото | Серебро | Бронза |
| --------------------------------------- | --- | --- | --- |
| Общекомандное первенство                | | | |
| Командное многоборье                    | Россия · Индивидуальные упражнения · Дина Аверина · Арина Аверина · Лала Крамаренко · Групповые упражнения · Анастасия Близнюк · Анастасия Максимова · Ангелина Шкатова · Анастасия Татарева · Карина Метелькова · Ольга Карасёва | Беларусь · Индивидуальные упражнения · Алина Горносько · Анастасия Салос · Групповые упражнения · Арина Цицилина · Анна Гайдукевич · Анастасия Молоканова · Анастасия Рыбакова · Анна Швайба · Карина Ермоленко | Израиль · Индивидуальные упражнения · Линой Ашрам · Николь Зеликман · Групповые упражнения · Карин Вексман · Юлиана Телегина · Яна Крамаренко · Офир Даян · Натали Райц |
| Финалы в индивидуальных упражнениях     | | | |
| Индивидуальное многоборье               | Арина Аверина | Боряна Калейн | Дина Аверина |
| Обруч                                   | Дина Аверина | Линой Ашрам | Анастасия Салос |
| Мяч                                     | Дина Аверина | Линой Ашрам | Алина Горносько |
| Булавы                                  | Линой Ашрам | Дина Аверина | Анастасия Салос |
| Лента                                   | Дина Аверина | Алина Горносько | Арина Аверина |
| Финалы в групповых упражнениях          | | | |
| Групповое многоборье                    | Россия · Анастасия Близнюк · Анастасия Максимова · Ангелина Шкатова · Анастасия Татарева · Карина Метелькова · Ольга Карасёва | Италия · Алессия Маурелли · Мартина Чентофани · Агнес Дуранти · Мартина Сантандреа · Даниела Могуреан | Израиль · Карин Вексман · Юлиана Телегина · Яна Крамаренко · Офир Даян · Натали Райц                                                                                    |
| 5 мячей                                 | Болгария · Симона Дянкова · Лаура Траатс · Мадлен Радуканова · Стефани Кирякова · Эрика Зафирова | Россия · Анастасия Близнюк · Анастасия Максимова · Ангелина Шкатова · Анастасия Татарева · Карина Метелькова · Ольга Карасёва                                                                                   | Израиль · Карин Вексман · Яна Крамаренко · Юлиана Телегина · Офир Даян · Натали Райц                                                                                    |
| 3 обруча + 4 булавы                     | Израиль · Карин Вексман · Яна Крамаренко · Юлиана Телегина · Офир Даян · Натали Райц | Болгария · Симона Дянкова · Лаура Траатс · Мадлен Радуканова · Стефани Кирякова · Эрика Зафирова | Италия · Алессия Маурелли · Мартина Чентофани · Агнес Дуранти · Мартина Сантандреа · Даниела Могуреан                                                                   |
| Финалы в групповых упражнениях (юниоры) | | | |
| Групповое многоборье                    | Россия · Милена Ан · Мария Федоровцева · Анна Грош · София Яковлева · Нонна Нянина · Елизавета Татаева | Болгария · Кристиана Дойчева · Камелия Петрова · Сузан Пуладиан · Мария Стаменова · Гергана Трендафилова · Александра Василева                                                                                  | Израиль · Шани Баканов · Элиза Банчук · Алона Хиллель · Эмили Малька · Симона Рудник                                                                                    |
| 5 мячей                                 | Россия · Милена Ан · Мария Федоровцева · Анна Грош · София Яковлева · Нонна Нянина · Елизавета Татаева | Болгария · Кристиана Дойчева · Камелия Петрова · Сузан Пуладиан · Мария Стаменова · Гергана Трендафилова · Александра Василева                                                                                  | Беларусь · Полина Александрова · Антонина Катулина · Полина Сланчевская · Ксения Свирская · Варвара Юшко · Дарья Вышникова                                              |
| 5 лент                                  | Россия · Милена Ан · Мария Федоровцева · Анна Грош · София Яковлева · Нонна Нянина · Елизавета Татаева | Болгария · Кристиана Дойчева · Камелия Петрова · Сузан Пуладиан · Мария Стаменова · Гергана Трендафилова · Александра Василева                                                                                  | Израиль · Шани Баканов · Элиза Банчук · Алона Хиллель · Эмили Малька · Симона Рудник                                                                                    |

## Результаты

#### Индивидуальное многоборье
| Rank | Gymnast             | Nation             |        |        |        |        | Total   |
| ---- | ------------------- | ------------------ | ------ | ------ | ------ | ------ | ------- |
| 1    | Арина Аверина       | Россия             | 26.200 | 29.200 | 28.400 | 25.300 | 109.100 |
| 2    | Боряна Калейн       | Болгария           | 27.775 | 27.400 | 27.950 | 24.500 | 107.625 |
| 3    | Дина Аверина        | Россия             | 28.000 | 29.150 | 27.500 | 22.675 | 107.325 |
| 4    | Линой Ашрам         | Израиль            | 27.450 | 28.300 | 28.450 | 22.600 | 106.800 |
| 5    | Анастасия Салос     | Беларусь           | 26.900 | 25.900 | 27.150 | 24.525 | 104.475 |
| 6    | Алина Горносько     | Беларусь           | 27.100 | 25.500 | 26.500 | 23.700 | 102.800 |
| 7    | Катрин Тасева       | Болгария           | 24.800 | 25.900 | 25.700 | 22.450 | 98.850  |
| 8    | София Раффаэли      | Италия             | 22.950 | 26.400 | 26.400 | 23.000 | 98.750  |
| 9    | Николь Зеликман     | Израиль            | 25.150 | 25.775 | 25.850 | 21.600 | 98.375  |
| 10   | Фанни Пигницки      | Венгрия            | 24.550 | 25.000 | 25.400 | 22.300 | 97.250  |
| 11   | Виктория Оноприенко | Украина            | 25.150 | 25.550 | 24.800 | 21.400 | 96.900  |
| 12   | Екатерина Веденеева | Словения           | 24.650 | 24.400 | 25.650 | 22.050 | 96.750  |
| 13   | Влада Никольченко   | Украина            | 24.725 | 24.000 | 23.700 | 22.900 | 95.325  |
| 14   | Андреа Вердес       | Румыния            | 24.600 | 24.500 | 25.400 | 19.900 | 94.400  |
| 15   | Полина Березина     | Испания            | 23.550 | 24.650 | 22.500 | 22.550 | 93.250  |
| 16   | Зохра Агамирова     | Азербайджан        | 23.550 | 24.650 | 22.500 | 22.550 | 93.250  |
| 17   | Арзу Джалилова      | Азербайджан        | 23.750 | 23.950 | 24.100 | 20.700 | 92.500  |
| 18   | Элени Келаидити     | Греция             | 21.300 | 24.925 | 23.950 | 22.050 | 92.225  |
| 19   | Наталия Гарсия      | Испания            | 23.600 | 24.400 | 23.550 | 19.650 | 91.200  |
| 20   | Саломе Пажава       | Грузия             | 23.100 | 21.075 | 25.150 | 21.400 | 90.725  |
| 21   | Ксения Мустафаева   | Франция            | 23.350 | 23.300 | 23.700 | 19.375 | 89.725  |
| 22   | Виктория Богданова  | Эстония            | 23.300 | 22.100 | 21.650 | 21.300 | 88.350  |
| 23   | Рейчел Стоянов      | Северная Македония | 24.450 | 20.950 | 22.050 | 20.300 | 87.750  |
| 24   | Маргарита Колосов   | Германия           | 20.900 | 23.325 | 23.300 | 19.600 | 87.125  |

### Упражнение с обручем
| Место | Гимнастка                 | Сложность | Исполнение | Сбавка | Сумма  |
| ----- | ------------------------- | --------- | ---------- | ------ | ------ |
| 1     | Дина Аверина (RUS)        | 19,100    | 9,250      |        | 28,350 |
| 2     | Линой Ашрам (ISR)         | 18,600    | 9,250      |        | 27,850 |
| 3     | Анастасия Салос (BLR)     | 18,500    | 9,150      |        | 27,650 |
| 4     | Алина Горносько (BLR)     | 18,100    | 9,000      |        | 27,100 |
| 5     | Лала Крамаренко (RUS)     | 17,500    | 9,300      |        | 26,800 |
| 6     | Катрин Тасева (BUL)       | 17,700    | 8,900      |        | 26,600 |
| 7     | Боряна Калейн (BUL)       | 17,800    | 8,800      |        | 26,600 |
| 8     | Виктория Оноприенко (UKR) | 15,500    | 8,650      |        | 24,150 |

### Упражнение с мячом
| Место | Гимнастка             | Сложность | Исполнение | Сбавка | Сумма  |
| ----- | --------------------- | --------- | ---------- | ------ | ------ |
| 1     | Дина Аверина (RUS)    | 19,600    | 9,250      |        | 28,850 |
| 2     | Линой Ашрам (ISR)     | 19,200    | 9,400      |        | 28,600 |
| 3     | Алина Горносько (BLR) | 19,200    | 9,300      |        | 28,500 |
| 4     | Арина Аверина (RUS)   | 19,000    | 9,200      |        | 28,200 |
| 5     | Николь Зеликман (ISR) | 17,800    | 8,975      |        | 26,775 |
| 6     | Боряна Калейн (BUL)   | 18,000    | 8,350      |        | 26,350 |
| 7     | Катрин Тасева (BUL)   | 17,100    | 8,950      |        | 26,050 |
| 8     | Анастасия Салос (BLR) | 17,000    | 7,950      |        | 24,950 |

### Упражнение с булавами
| Место | Гимнастка                 | Сложность | Исполнение | Сбавка | Сумма  |
| ----- | ------------------------- | --------- | ---------- | ------ | ------ |
| 1     | Линой Ашрам (ISR)         | 19,300    | 9,200      |        | 28,500 |
| 2     | Дина Аверина (RUS)        | 19,000    | 9,200      |        | 28,200 |
| 3     | Анастасия Салос (BLR)     | 18,800    | 9,000      |        | 27,800 |
| 4     | Боряна Калейн (BUL)       | 18,800    | 8,975      |        | 27,775 |
| 5     | Катрин Тасева (BUL)       | 19,100    | 8,400      |        | 27,500 |
| 6     | Алина Горносько (BLR)     | 18,200    | 8,300      |        | 26,500 |
| 7     | Виктория Оноприенко (UKR) | 17,800    | 8,400      |        | 26,200 |
| 8     | София Раффаэли (ITA)      | 16,200    | 8,100      |        | 24,300 |

### Упражнение с лентой
| Место | Гимнастка                  | Сложность | Исполнение | Сбавка | Сумма  |
| ----- | -------------------------- | --------- | ---------- | ------ | ------ |
| 1     | Дина Аверина (RUS)         | 15,400    | 9,300      |        | 24,700 |
| 2     | Алина Горносько (BLR)      | 14,300    | 8,900      |        | 23,200 |
| 3     | Арина Аверина (RUS)        | 14,800    | 7,800      |        | 22,600 |
| 4     | Линой Ашрам (ISR)          | 14,100    | 8,475      |        | 22,575 |
| 5     | Катрин Тасева (BUL)        | 14,400    | 7,700      |        | 22,100 |
| 6     | Кристина Пограничная (UKR) | 13,500    | 8,500      |        | 22,000 |
| 7     | Анастасия Салос (BLR)      | 13,800    | 7,500      |        | 21,300 |
| 8     | Николь Зеликман (ISR)      | 12,500    | 7,500      |        | 20,000 |